# Ester Lombardo
Ester Lombardo (Trapani, 1895 – Santa Marinella, 1982) è stata una giornalista e scrittrice italiana.

## Biografia
Lombardo fu autrice di alcuni libri di narrativa e di viaggio, editi da Bemporad e da Corbaccio, collaborando inoltre con quotidiani e riviste su temi culturali e di attualità. 
Nel 1922 a Roma fondò e diresse la rivista d'arte e cultura Vita femminile antesignana di tutte le riviste per la donna. 
Nel 1926, considerata una fedelissima del fascismo, sostituì nella collaborazione all'Almanacco della Donna Italiana Laura Casartelli, costretta alle dimissioni per aver manifestato aperto dissenso verso il regime fascista;. La direzione della Lombardo si mosse comunque "su linee non molto diverse e decisamente critiche della politica del regime nei confronti delle donne".
Come direttrice di Vita Femminile fu in sintonia con le politiche sociali e culturali promosse dal regime, ma fu protagonista nel 1936 di una battaglia contro l'appiattimento nell'abbigliamento femminile instaurato dall'autarchico Ente nazionale della moda; nel 1938, accusata di aver pubblicato foto di modelli francesi, polemizzò con Roberto Farinacci, che le rispose dalle colonne di Critica fascista. Nel 1932 sposò a Roma lo scrittore e giornalista Giovanni Artieri (che fu senatore della Repubblica con il MSI) con cui, tra l'altro, ha scritto il volume Cena con Gesù.

## Opere principali
- Lettere d'amore, Firenze, Bemporad, 1925[8]
- Luci del Nord, Firenze, Bemporad, 1928
- La donna senza cuore, Milano, Corbaccio, 1929
- Discorso alle donne: professione di fede, Roma, SAIG, 1946
- Cena con Gesù: fede e ragione (con Giovanni Artieri), Milano, Mondadori, 1985